# Championnat de Tunisie
Championnat de Tunisie je hlavní tuniská fotbalová liga. Nejlepší z týmů ligy je dosud klub Étoile Sportive du Sahel. Za ním stojí v závěsu CS Sfaxien nebo Club Africain a Stade Tunisien. Liga byla založena v roce 1921.

## Týmy podle úspěchů
1. Étoile Sportive du Sahel
2. Club Africain
3. Espérance Sportive de Tunis
4. Union Sportive Montasir
5. Club Sportif Sfaxien
6. Stade Tunisien
7. Olympique de Béja
8. El-Gawafel Sportives de Gafsa
9. Club Sportif de Hammam-Lif
10. Avenir Sportif de La Marsa
11. Espérance Sportive de Zarzis
12. Club Athletique Bizertin
13. Etoile Olympique de la Goulette et du Kram
14. Espoir Sportif de Hammam Sousse